# Pecados y Milagros
"Пекадос и Милагрос " (ісп. «Pecados y Milagros», англ. «Sins and Miracles») — дев'ятий альбом ред мексиканська співачки Ліла Даунс, виданий у 18 жовтня 2011 року лейблом Sony Music Latin.

## Про альбом

### Музика і лірика
Альбом «Пекадос и Милагрос» — це суміш року, іспанського репу, етнічних мотивів, і поп-музики. На відміну від більшості попередніх робіт, тут досить великий вміст серйозних композицій. Матеріали для натхнення вона шукала в старих колумбійських піснях. Відкриває альбом заголовна композиція «Pecados y Milagros» — рок-мелодія в помірному темпі з акустичною та музика народів світу, що розповідає про зльоти та падіння в житті кожної людини. «La Molienda» — це заразлива танцювальна пісня, рімейк хіта домініканського репера Цельсо Дуарте «Palomo del Comalito». Ліричний номер «Solamente un Día» контрастує з самим несерйозним на альбомі треком «Pecadora» за участю пуерториканського фронт-мена Illya Kuryaki & The Valderramas стрімким, трохи нервовим і неспокійним номером «Mezcalito». Ще один клубний трек Rabiosa також є в альбомі в двох варіантах — сповнена з репером Celso Piña і знову з Totó la Momposina. За рок-жанр відповідає пристрасна композиція «Zapata se Queda».

### Тур Пекадос и Милагрос
З альбомами «Охо-де-Кулебра» і «Пекадос и Милагрос» Даунс поїхала у світове турне. Репетиції тури пройшли в Оахака-де-Хуарес у листопада 2011 року. Треклист туру включав відомі хіти «La Cumbia del Mole», «La Llorona», «La Martiniana», а також нові пісні «Mezcalito», «Zapata se Queda», «La Molienda».

## Список композицій
| #   | Назва                                                          | Автор                          | Тривалість |
| --- | -------------------------------------------------------------- | ------------------------------ | ---------- |
| 1.  | «Mezcalito»                                                    | Lila Downs/Paul Cohen          | 4:28       |
| 2.  | «Tu cárcel»                                                    | Marco Antonio Solis            | 3:44       |
| 3.  | «Zapata se queda (Featuring Totó la Momposina and Celso Piña)» | Lila Downs/Paul Cohen          | 4:25       |
| 4.  | «Vámonos»                                                      | José Alfredo Jiménez           | 3:32       |
| 5.  | «Cucurrucucú paloma»                                           | Tomás Mendez                   | 4:51       |
| 6.  | «La reyna del inframundo»                                      | Lila Downs/Paul Cohen          | 3:11       |
| 7.  | «Fallaste corazón»                                             | Cuco Sánchez                   | 4:45       |
| 8.  | «Solamente un día»                                             | Lila Downs/Paul Cohen          | 3:43       |
| 9.  | «Xochipitzahua (Flor menudita)»                                | Dominio Popular                | 1:13       |
| 10. | «Palomo del comalito (La molienda)»                            | Lila Downs/Paul Cohen          | 4:08       |
| 11. | «Dios nunca muere (Featuring Banda Tierra Mojada)»             | Macedonio Alcalá/Julián Maqueo | 4:56       |
| 12. | «Pecadora (Featuring Illya Kuryaki & The Valderramas)»         | Lila Downs/Paul Cohen          | 4:08       |
| 13. | «Cruz de olvido»                                               | Juan Zaizar                    | 4:49       |
| 14. | «Misa oaxaqueña (Featuring Banda Tierra Mojada)»               | Timoteo Cruz Santos            | 3:24       |